# Retroculus xinguensis
Retroculus xinguensis är en fiskart som beskrevs av Gosse, 1971. Retroculus xinguensis ingår i släktet Retroculus och familjen Cichlidae. Inga underarter finns listade i Catalogue of Life.